# Baga (popolo)
Baga è il nome di un gruppo etnico dell'Africa occidentale che vive nelle terre paludose del sud della costa atlantica della Guinea. Tradizionalmente animista durante il periodo pre-coloniale, si sono convertiti all'Islam durante l'era coloniale, ma alcuni continuano a praticare i loro riti tradizionali.
Con un modo di vita rurale, i Baga sono noti per le loro attività agricole di successo, in particolare nella coltivazione del riso. Hanno infatti sfruttato delle aree umide dietro alle loro case per creare delle risaie sul modello dei polder olandesi, ossia con dighe fatte di mangrovie sradicate e tronchi di palma. Sebbene il rendimento di queste risaie costruite e coltivate con mezzi manuali sia basso (1 250-1500 kg di riso per ettaro), i Baga riescono a fare dai due ai tre raccolti all'anno.
L'alimentazione dei Baga si basa essenzialmente sul riso, che consumano ridotto in poltiglia: i chicchi vengono cotti e poi asciugati al sole, prima di essere ridotti in una farina che viene ricotta in acqua bollente. Questa poltiglia viene a volte condita con del ments, una salsa a base di olio di palma, e con cipolla, succo di limone spezie e pesce esiccato. Altri cibi consumati in alternativa (o in assenza) di riso sono il mais, la manioca, il taro, le arachidi e l'igname.
I Baga parlano una lingua del ramo atlantico della famiglia Niger-Congo. Sono anche noti per le loro storiche sculture di arte animista, che sono esposte per la loro bellezza e raffinatezza in molti importanti musei del mondo.

## Gallerie d'immagini

Arte tradizionale baga
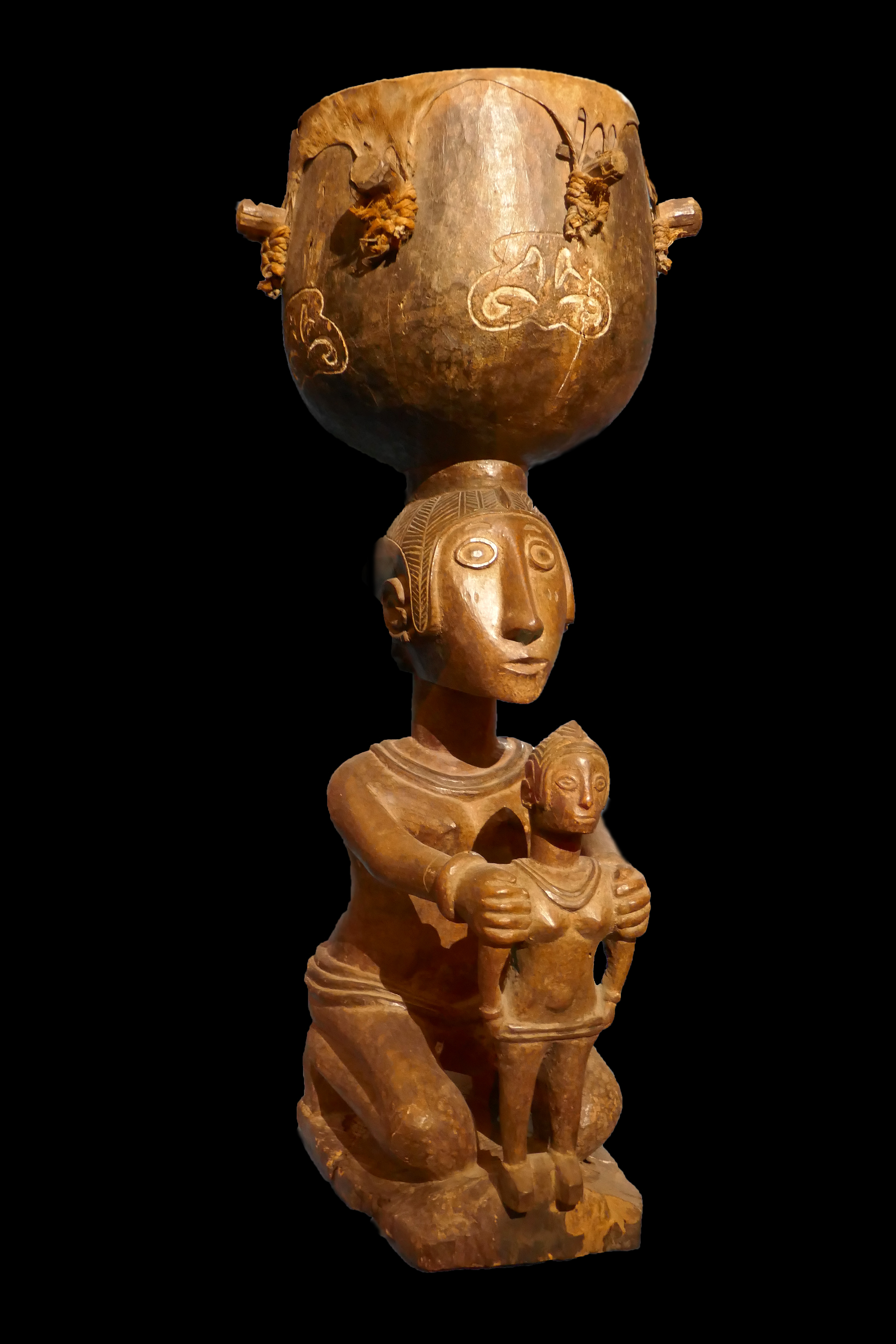
Tamburo femminile
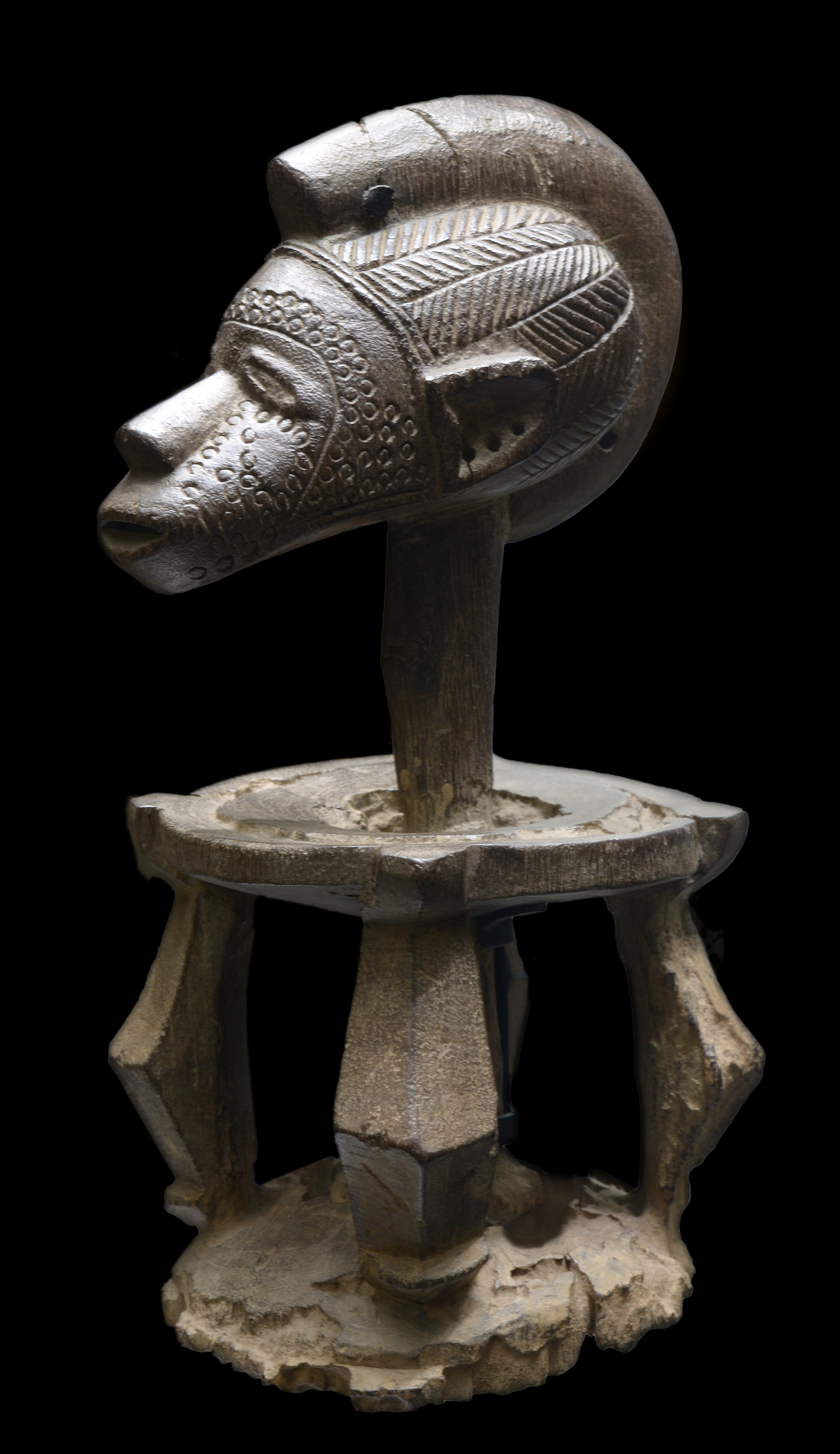
Figura d'altare
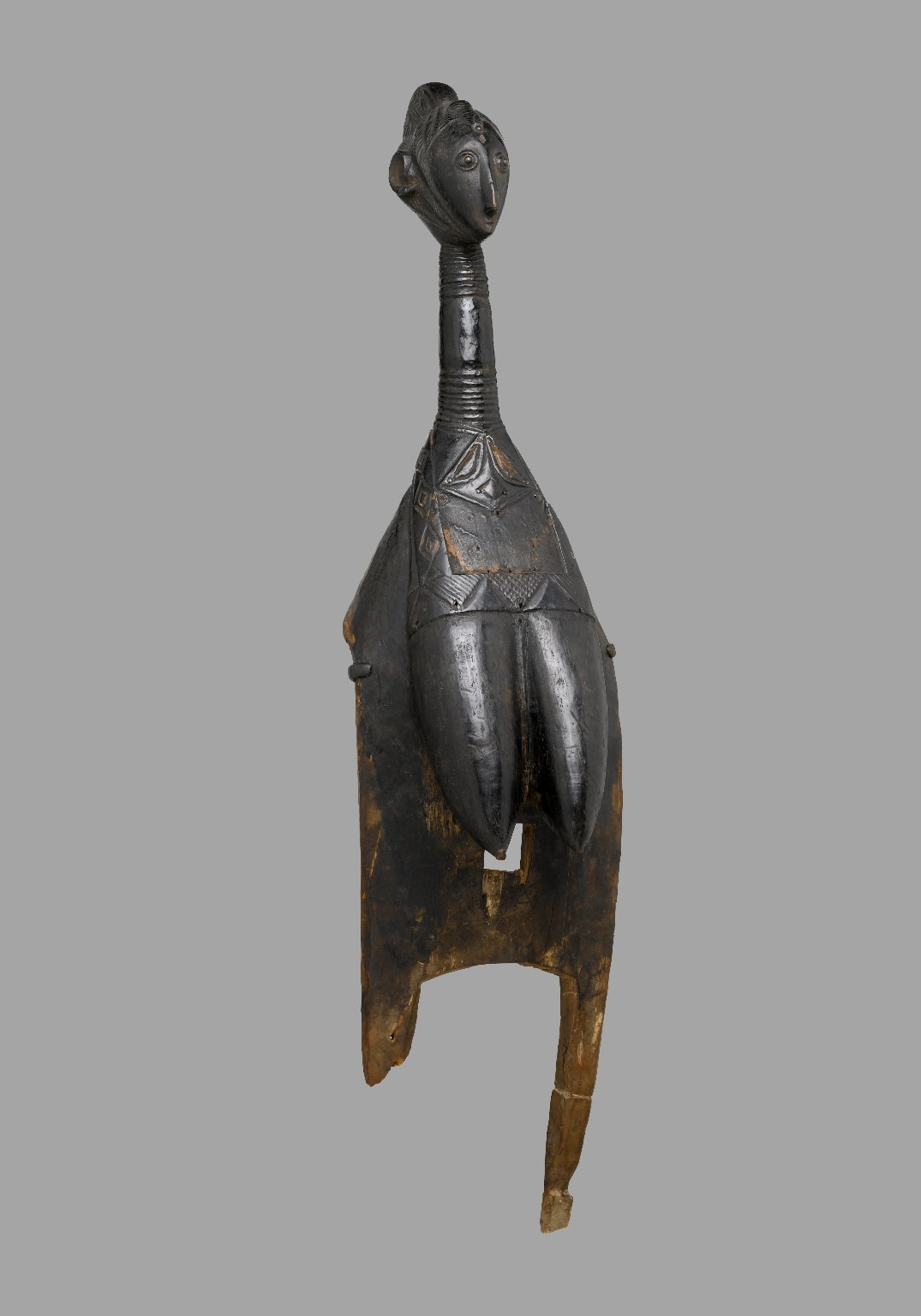
Copricapo da spalle
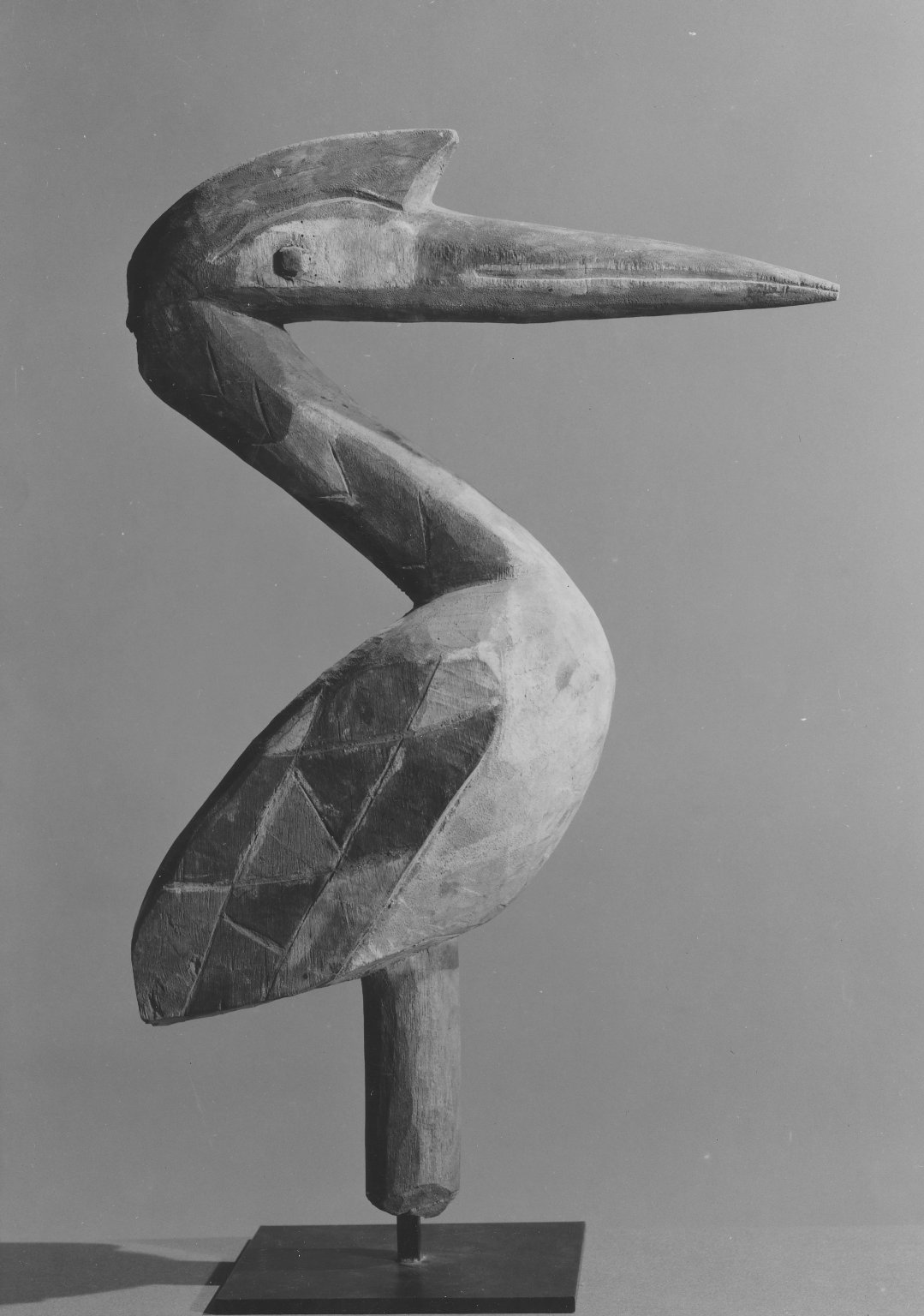
Copricapo a forma d'uccello
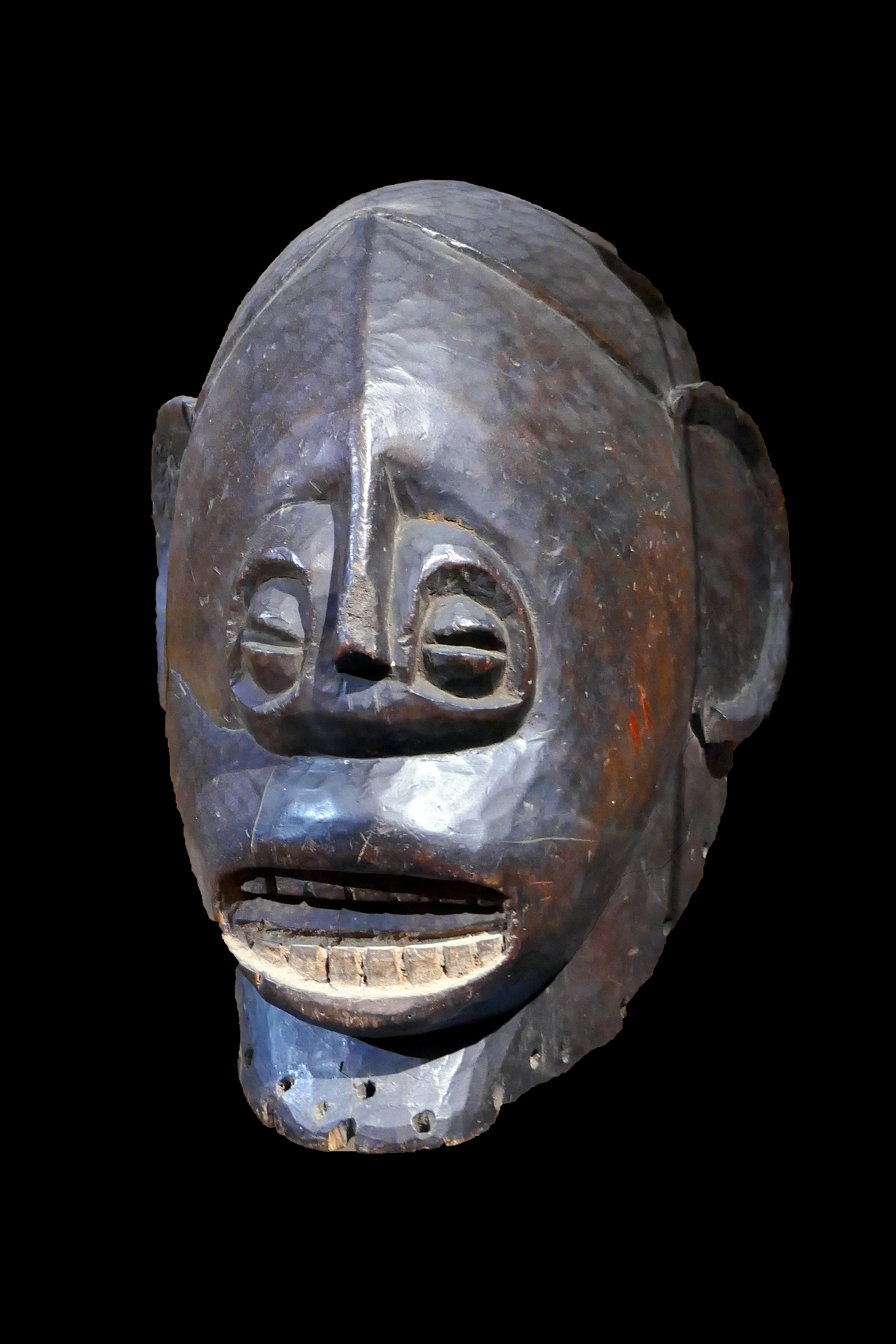
Maschera